# Tramlijn C (Bordeaux)
Lijn C van de tram van Bordeaux is een tramijn in de agglomeratie van Bordeaux. De lijn telt 17 stations en loopt van Les Aubiers naar Bègles Terres Neuves via het Gare Saint-Jean

## Geschiedenis
- Net als lijn B had lijn C problemen met het APS-systeem, waardoor de opening vertraagd werd. Het was de bedoeling om de lijn te openen op 21 december 2003, gezamenlijk met lijn A, maar dat werd 24 april 2004 tussen Quinconces en Gare Saint-Jean.
- 19 november 2007: De lijn wordt verlengd van Quinconces naar Grand Parc.
- 27 februari 2008: De lijn wordt verlengd van Grand Parc naar Les Aubiers, en van Gare Saint-Jean naar Bègles Terre Neuves.
- 22 februari 2010: De lijnkleur verandert, van groen naar roze.

## Exploitatie

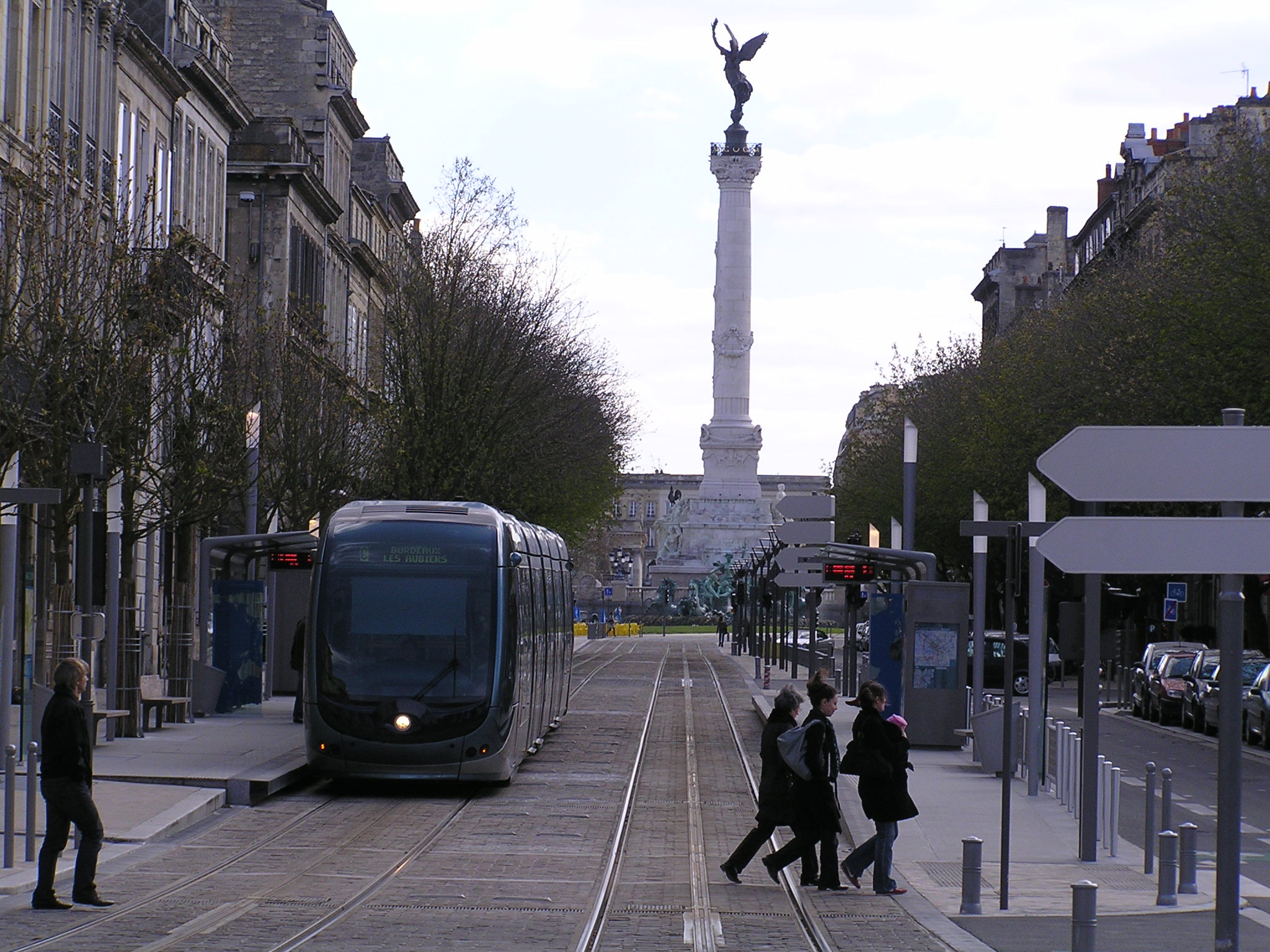
Citadis tram op de lijn, halte Jardin Public

De trams rijden van vijf uur 's ochtends en 1 uur 's nachts. In de spits rijden elke 4 minuten trams, daarbuiten zes tien minuten. 's Avonds en op zondag rijden er gemiddeld elke vijftien minuten trams.

### Materieel
De lijn wordt geëxploiteerd met trams van het type Citadis 302 en van het type Citadis 402. De Citadis 302 trams zijn 33 meter lang, hebben een breedte van 2,40 m, een 100% lage vloer, een capaciteit van 218 personen. De Citadis 402 trams zijn 44 meter lang, hebben een breedte van 2,40 m, een 100% lage vloer en een capaciteit van 300 personen. Het vermogen van de trams is 720 kilowatt. De trams kunnen naast via bovenleiding ook werken via het APS-systeem, dat gebruikt wordt in het centrum van Bordeaux. De Citadis 402 trams worden alleen in de spits gebruikt omdat ze extra capaciteit bieden. De Citadis 402 trams worden zo min mogelijk buiten de spits gebruikt omdat de achterste deur niet aan het perron komt.

## Toekomst
Op korte termijn kan de lijn naar het noorden verlengd worden, halte Louis Rabou, en naar het zuiden naar het place Aristide Briand. Op de lange termijn kan de lijn verlengd worden naar de Pont de la Maye in Villenave d'Ornon.